# 东釜山乡
东釜山乡，是中华人民共和国河北省保定市徐水区下辖的一个乡镇级行政单位。

## 行政区划
东釜山乡下辖以下地区：
西釜山村、东釜山南街村、东釜山东街村、东釜山北街村、南釜山村、北釜山村、南陈庄村、北陈庄村、北合庄村、岭南庄村、小西庄村、白岭村和西峪村。